# Monhystera
Monhystera är ett släkte av rundmaskar. Monhystera ingår i familjen Monhysteridae.

## Dottertaxa tillMonhystera, i alfabetisk ordning[1][2]
- Monhystera africana
- Monhystera ampliceps
- Monhystera ampullocauda
- Monhystera andrassyi
- Monhystera annulifera
- Monhystera anomalia
- Monhystera attenuata
- Monhystera barentsi
- Monhystera bipunctata
- Monhystera borosi
- Monhystera bothriolaima
- Monhystera cameroni
- Monhystera campbelli
- Monhystera capitata
- Monhystera chesapeakensis
- Monhystera chitwoodi
- Monhystera collaris
- Monhystera conica
- Monhystera dadayi
- Monhystera dahli
- Monhystera denticulata
- Monhystera disjuncta
- Monhystera dispar
- Monhystera droebachiensis
- Monhystera dubicola
- Monhystera elegans
- Monhystera elegantula
- Monhystera fasciculata
- Monhystera filicaudata
- Monhystera filiformis
- Monhystera frequens
- Monhystera fuelleborni
- Monhystera gerlachii
- Monhystera gracilicauda
- Monhystera gracilior
- Monhystera helvetica
- Monhystera heterolaima
- Monhystera insignis
- Monhystera islandica
- Monhystera izhorica
- Monhystera karachiensis
- Monhystera labiata
- Monhystera lemani
- Monhystera longicapitata
- Monhystera longicaudata
- Monhystera longissimecaudata
- Monhystera longistoma
- Monhystera luisae
- Monhystera macquariensis
- Monhystera macquraiensis
- Monhystera macramphis
- Monhystera macrura
- Monhystera magallanica
- Monhystera mali
- Monhystera microlabiata
- Monhystera microphthalma
- Monhystera minuta
- Monhystera minutaonhystera
- Monhystera multisetosa
- Monhystera mwerazii
- Monhystera natans
- Monhystera ocellidecoris
- Monhystera pachyuris
- Monhystera paludicola
- Monhystera papuana
- Monhystera paraambigua
- Monhystera paraambiguoides
- Monhystera paradisjuncta
- Monhystera paramacramphis
- Monhystera paramonovi
- Monhystera parasimplex
- Monhystera parasitica
- Monhystera parva
- Monhystera parvaonhystera
- Monhystera parvella
- Monhystera praevulvata
- Monhystera pratensis
- Monhystera propinqua
- Monhystera psammophila
- Monhystera pseudomacrura
- Monhystera rivularis
- Monhystera rotundicapitata
- Monhystera sabulicola
- Monhystera similis
- Monhystera simplex
- Monhystera socialis
- Monhystera somereni
- Monhystera spiralis
- Monhystera stadleri
- Monhystera stagnalis
- Monhystera stewarti
- Monhystera subfiliformis
- Monhystera subrustica
- Monhystera tasmaniensis
- Monhystera tatrica
- Monhystera tenax
- Monhystera tenuis
- Monhystera tenuissima
- Monhystera thermophila
- Monhystera tobagoensis
- Monhystera trichura
- Monhystera tripyloides
- Monhystera uniformis
- Monhystera uria
- Monhystera villosa
- Monhystera vulgaris